# Nathalie Schneyder
Nathalie Schneyder (* 25. Mai 1968 in San Francisco, Kalifornien) ist eine ehemalige US-amerikanische Synchronschwimmerin.

## Erfolge
Nathalie Schneyders Karriere war insbesondere in den 1990er-Jahren sehr erfolgreich verlaufen. 1991 gewann sie bei den Weltmeisterschaften in Perth mit der Mannschaft die Goldmedaille vor den Mannschaften Kanadas und Japans. Im selben Jahr belegte sie mit der Mannschaft beim Weltcup in Bonn ebenfalls Platz eins und wiederholte diesen Erfolg 1993 beim Weltcup in Lausanne. 1994 folgte im Mannschaftswettbewerb der Weltmeisterschaften in Rom zunächst die erfolgreiche Verteidigung des Titels aus dem Jahr 1991. Eine weitere Goldmedaille gewann Schneyder mit der US-amerikanischen Synchronmannschaft bei den Panamerikanischen Spielen 1995 in Mar del Plata. Sie verwiesen dabei Kanada auf Rang zwei und Mexiko auf Rang drei. In Atlanta gewann Schneyder mit der Mannschaft 1995 ihre dritte Goldmedaille bei einem Weltcup.
Bei den Olympischen Spielen 1996 in Atlanta gehörte Schneyder ebenfalls zum Aufgebot der Vereinigten Staaten im Mannschaftswettbewerb. Zusammen mit Suzannah Bianco, Tammy Cleland, Becky Dyroen-Lancer, Emily LeSueur, Heather Pease, Jill Savery, Heather Simmons-Carrasco, Jill Sudduth und Margot Thien gelang ihr mit 99,720 Punkten das beste Ergebnis des Wettkampfs, womit die US-Amerikanerinnen Olympiasiegerinnen wurden. Sie erhielten vor den Kanadierinnen, die mit 98,367 Punkten Silber gewannen, und vor den mit 97,753 Punkten drittplatzierten Japanerinnen die Goldmedaille.
Insgesamt viermal gewann Schneyder auch Gold bei den Pan Pacific Swimming Championships. Nach ihrer neun Jahre andauernden Karriere begann sie als Synchronschwimm-Trainerin zu arbeiten. Dabei trainierte sie unter anderem die US-amerikanische Juniorinnen-Nationalmannschaft sowie Mannschaften in Argentinien, China, Großbritannien und den Niederlanden. Mit der Stanford University gewann sie als Trainerin einen NCAA-Titel. 2013 wurde Schneyder in die International Swimming Hall of Fame aufgenommen. Ihre Eltern sind französische Emigranten.